# Messico e nuvole
Messico e nuvole è una canzone scritta da Vito Pallavicini per il testo e da Paolo Conte e Michele Virano per la musica. Nel corso degli anni è stata interpretata da vari artisti.
La canzone è comparsa per la prima volta nell'album La mia gente di Enzo Jannacci con il titolo di Mexico e nuvole, dove è l'ultima traccia dell'album. È stata poi pubblicata dall'artista milanese con lo stesso titolo nel 45 giri Mexico e nuvole/Pensare che.... 
Il brano è stato riproposto tra gli altri da Paolo Conte, Fiorella Mannoia e da Giuliano Palma & the Bluebeaters. Questi ultimi l'hanno inserito nell'album Long Playing del 2005, facendone anche un video musicale.
Durante il Concerto del Primo Maggio a Roma del 2005 è stata cantata dai Negramaro.

## Riepilogo incisioni
Le incisioni elencate prevedono versioni dal vivo o arrangiamenti differenti dall'originale
- 1970 - La mia gente di Enzo Jannacci
- 1985 - T'immagini di Vasco Rossi
- 1988 - Paolo Conte Live di Paolo Conte
- 1998 - Quando un musicista ride di Enzo Jannacci
- 2004 - Concerti di Fiorella Mannoia
- 2005 - Long Playing di Giuliano Palma & the Bluebeaters
- 2012 - The songs of Paolo Conte di Daniela Nardi (versione jazz)
- 2013 - I sempreverdi di Renato Tabarroni (versione bachata)
- 2017 - Zazzarazzàz - Uno spettacolo di arte varia di Paolo Conte
- 2018 - Live in Caracalla: 50 years of azzurro di Paolo Conte
- 2019 - Hey! Hooo! (Let's go!) di Miwa e i suoi componenti (versione rock)